# Australorzekotka szmaragdowa
Australorzekotka szmaragdowa, rzekotka australijska, rzekotka szmaragdowa, litoria wielkopalca (Ranoidea caerulea) – gatunek płaza bezogonowego z podrodziny Pelodryadinae w rodzinie rzekotkowatych (Hylidae), pochodzący z Australii i Nowej Gwinei, introdukowany w Nowej Zelandii i USA. Morfologicznie przypomina inne gatunki z podrodziny Pelodryadinae, zwłaszcza zaś Ranoidea splendida i Nyctimystes infrafrenatus.
Jest to jeden z największych przedstawicieli australijskich bezogonowych – osiąga 10 cm długości. W niewoli dożywa około 16 lat, więcej niż w przypadku większości przedstawicieli rzędu. Łatwo przystosowuje się do nowych warunków i dobrze radzi sobie w pobliżu siedzib ludzkich. Często okazy tego gatunku znajduje się na oknach lub wewnątrz domostw, żywiącego się w takich miejscach owadami wabionymi przez światła.
Z powodu charakterystycznych cech fizycznych i behawioralnych australorzekotka szmaragdowa jest jednym z najbardziej rozpoznawalnych przedstawicieli bezogonowych w obszarze swego występowania, a na całym świecie także popularnym egzotycznym zwierzęciem domowym.
Wydzieliny jej skóry posiadają właściwości antyseptyczne i antywirusowe, które mogą zostać użyte w farmacji.

## Taksonomia

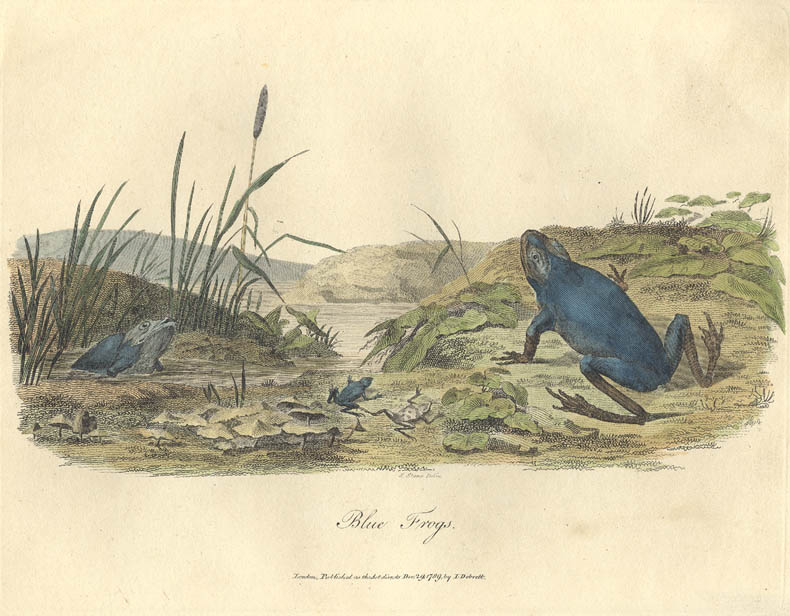
Australorzekotka szmaragdowa, ilustracja autorstwa S. Stone opublikowana w Journal of a Voyage to New South Wales Johna White’a

Rodzaj Ranoidea obejmuje liczne gatunki występujące Australazji, w tym wiele endemicznych. Australorzekotkę szmaragdową opisał w 1790 chirurg John White. Honoruje go jedna z jej anglojęzycznych nazw – White's Tree Frog. Zaznaczyć należy, że gatunek sklasyfikowano naukowo jako pierwszy z australijskich bezogonowych.
Pierwotnie pomimo zielonej barwy nadano mu nazwę „niebieskiej żaby” (Rana caerulea). White wysłał bowiem do Anglii oryginalne znalezisko, którego barwa uległa zmianie po spreparowaniu. Kolor skóry zwierzęcia zależy od obecności niebieskich i zielonych pigmentów ukrytych w żółtej warstwie, którą zniszczono podczas preparatyki, co uczyniło żabią skórę niebieską. Epitet gatunkowy, łaciński przymiotnik caerulea (rodzaj żeński od caeruleus oznaczającego taką właśnie barwę – „ciemnoniebieski, błękitny, modry”) zachowano. Jednak jedna z używanych nazw angielskich określa ją już jako zieloną (Green Tree Frog – nazwy tej używa się także w stosunku do innych gatunków, jak Hyla cinerea), podobnie jak rzadko używane określenie polskie „australijska rzekotka zielona”.
Australorzekotkę szmaragdową umieszczano dawniej w rodzaju Litoria, a niekiedy w Pelodryas.

## Morfologia
Australorzekotka szmaragdowa osiąga zwykle 10 cm długości, choć istnieją też doniesienia o osobnikach mierzących 11,5 cm. Samice przerastają samce. Te ostatnie wyróżniają się też szarymi pomarszczonymi workami rezonansowymi.

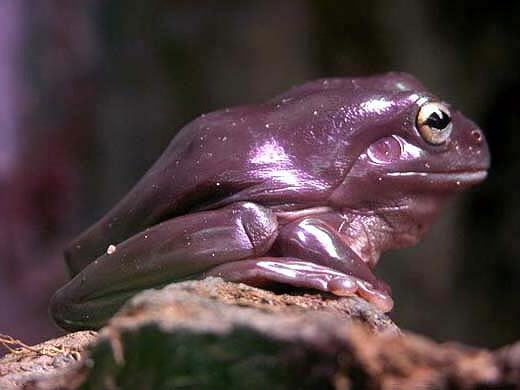
Gatunek cechuje duża zmienność ubarwienia

Kolor skóry grzbietu zależy od temperatury, wilgotności i barw środowiska, a według niektórych źródeł też od stanu psychicznego zwierzęcia; i zmienia się od odcieni brązu do zieleni. Brzuszna powierzchnia ciała pozostaje biała. Okazjonalnie pojawiają się małe, nieregularne białe lub złote plamki na grzbiecie, osiągające 5 mm średnicy. Ich liczba wzrasta wraz z wiekiem. Podobną wielkość osiągają duże opuszki palców u osobników dorosłych. Pomagają one zwierzęciu przylgnąć do podłoża podczas wspinaczki i umożliwiają chociażby wędrówkę po szklanej pionowej powierzchni. Złote oczy zaopatrzone są w poziome tęczówki, typowe dla tego rodzaju. Bębenek (tympanum) jest widoczny, zwisa nad nim mięsisty fałd skórny. Pomiędzy nozdrzami wewnętrznymi rozpościerają się zęby lemieszowe. Palce kończyn przednich błona pławna łączy w jednej trzeciej, tylnych zaś w trzech czwartych.
Gatunek bywa czasami mylony z Ranoidea splendida, zamieszkującą jedynie północno-zachodnią Australię, którą odróżnia obecność parotydów (gruczołów przyusznych), a także innych gruczołów na głowie. Podobna jest także rzekotka nowogwinejska (Nyctimystes infrafrenatus). Główna różnica pomiędzy nimi to biała pręga na brzegu żuchwy u tej ostatniej.

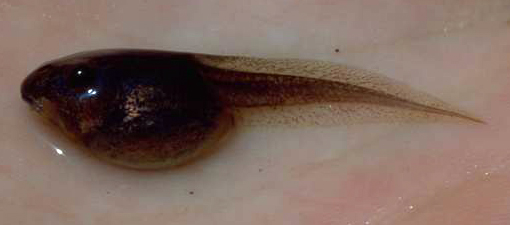
Kijanka

Wygląd kijanki zmienia się w trakcie rozwoju. Jej długość mieści się w zakresie od 8,1 do 44 milimetrów. Początkowo larwy są cętkowane z brązem, pigmentacja (brązowa lub zielona) zwiększa się w miarę rozwoju. Spód ciała staje się ciemny, a później jaśnieje, u dorosłych będąc już biały. Po przeobrażeniu osobnik osiąga 1,5–1,8 cm. Brązowe jaja w przezroczystym żelu osiągają średnicę 1,1–1,4 mm.
Choć posiadają płuca, osobniki dorosłe pobierają tlen także przez skórę. By dostarczyć odpowiednią jego ilość, musi ona zachować wilgotność. Wadą takiego rozwiązania jest łatwość wnikania patogenów, zdolnych do wywołania infekcji. By temu przeciwdziałać, zwierzę wydziela peptydy niszczące patogeny, zwiększające jego odporność. Wydzieliny skóry zawierają więc ceryny, grupę peptydów o właściwościach bakterio- i wirusobójczych, a także ceruliny o efekcie fizjologicznym zbliżonym do cholecystokininy (CCK-8), hormonu trawiennego działającego u ludzi m.in. na pęcherzyk żółciowy. Kilka obecnych w niej peptydów potrafi także niszczyć HIV, nie szkodząc zdrowym limfocytom T. W związku z wydzieliną, śmiertelną dla niektórych drobnych organizmów, w tym muchówek, w przypadku kontaktu z australorzekotką zaleca się umycie rąk.

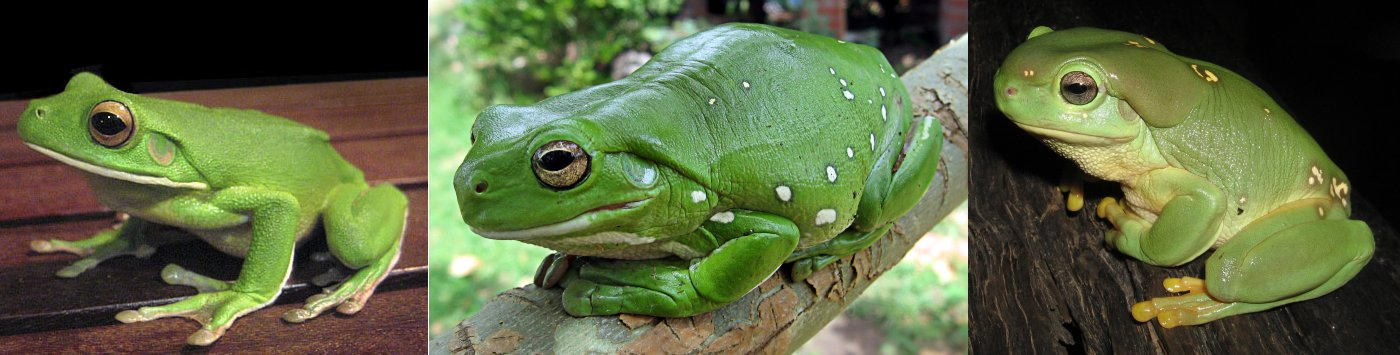
Po lewej rzekotka nowogwinejska z białą pręgą wzdłuż szczęk. Pośrodku australorzekotka szmaragdowa. Po prawej Litoria splendida z dużymi parotydami za bębenkiem

## Występowanie
Australorzekotka szmaragdowa jest gatunkiem rodzimym dla północnej i wschodniej Australii oraz południowej Nowej Gwinei. Występuje na terenach o ciepłym, wilgotnym klimacie zwrotnikowym. W Nowej Gwinei ogranicza się do bardziej suchych regionów na południu. Występuje ona od Irianu Zachodniego do Port Moresby, najobficiej zaś na wyspie Daru. Pojedyncze doniesienia z północnej Nowej Gwinei uznawane są za skutek introdukcji przez człowieka. IUCN sugeruje rozproszone siedliska w Nowej Gwinei i Indonezji.
Gatunek introdukowano do USA i Nowej Zelandii (w przypadku tej ostatniej w latach 1897 i 1899). W Stanach Zjednoczonych zamieszkuje on jedynie dwa obszary na Florydzie, gdzie znalazł się prawdopodobnie w wyniku handlu i ucieczek z hodowli. W stanie tym znajdywano tylko niewielkie populacje i nie wiadomo, czy może on stać się inwazyjny i spowodować ekologiczne zagrożenie. W Nowej Zelandii nie widziano osobnika od lat pięćdziesiątych XX wieku.
Powierzchnię zasięgu występowania płaza szacuje się na 4 078 600 km².

## Tryb życia i rozmnażanie

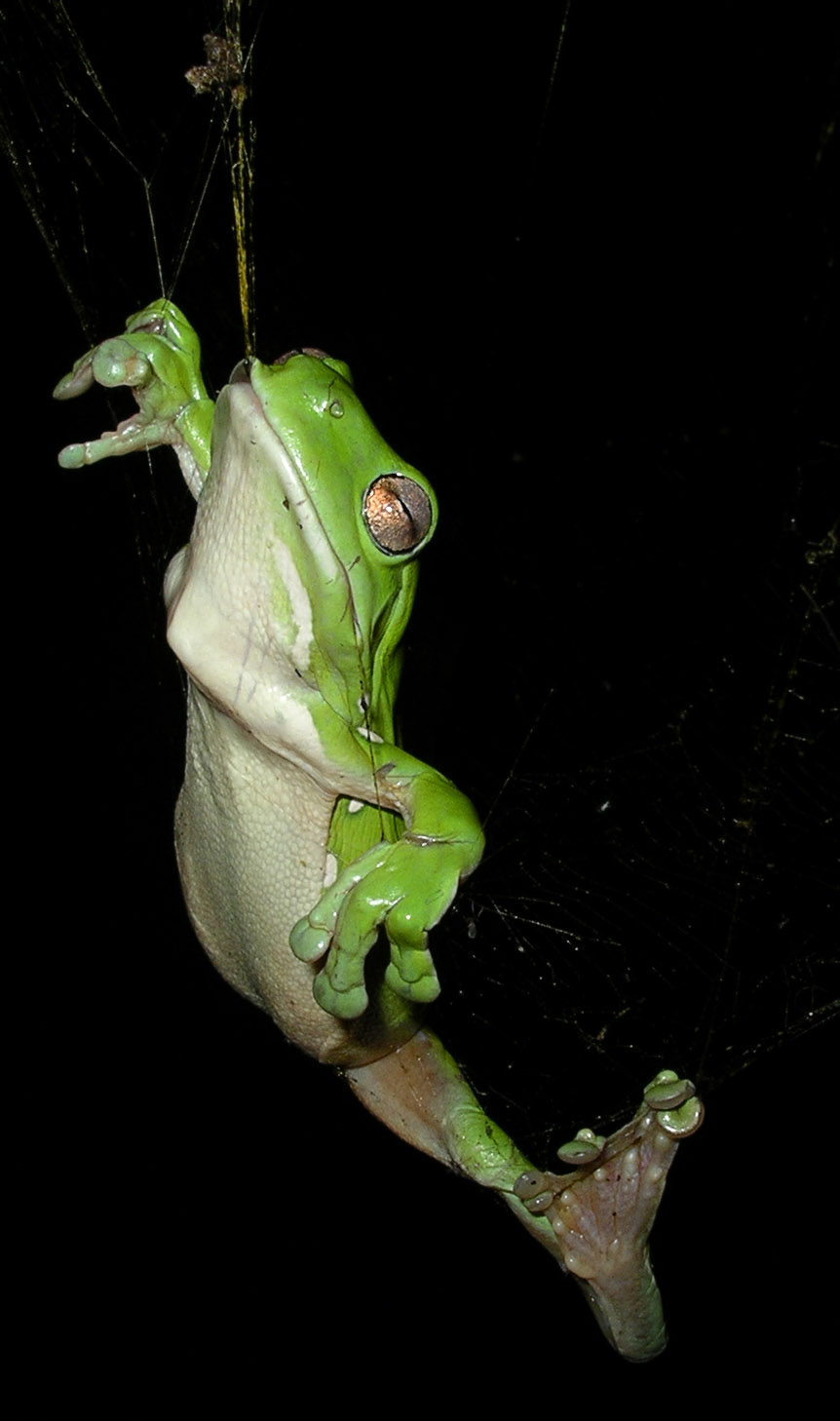
Australorzekotka szmaragdowa, która zaplątała się w sieć po zjedzeniu pająka. Płaz przeżył.

Australorzekotki szmaragdowe łatwo dostosowują się do warunków. Niektórzy specjaliści przypisują im nawet możliwość kontroli ilości wody wyparowywanej przez skórę, co wiąże się m.in. ze specjalną budową naskórka. Płazy te prowadzą nocny tryb życia i wychodzą ze swych kryjówek wieczorem, zarówno na żer, jak i w celu nawoływań (wiosną i latem). W ciągu dnia chronią się w chłodnych, ciemnych i wilgotnych miejscach. W zimie nie nawołują się i zazwyczaj się ich w ogóle nie widuje.
Zależnie od lokalnych warunków australorzekotki te zamieszkują różnorodne środowiska. Najczęściej spotyka się je w koronach drzew nieopodal źródła wody. Przebywają też na bagnach wśród szuwarów i na terenach trawiastych w chłodniejszym klimacie. Znane są z korzystania ze źródeł wody w domach, jak zlewy i toalety. Często znajduje się je także na oknach spożywające owady. Spotykane są też w zbiornikach z wodą, w rurach i rynnach, ponieważ panuje tam duża wilgotność i temperatura niższa niż w otoczeniu. W porze godowej takie miejsca pozwalają im także wzmocnić wydawane przez siebie dźwięki.
Odgłos ten określa się jako głębokie, długie „krałk” albo niskie, wolne „brałk-brałk-brałk”, powtarzane wiele razy. Przez większą część roku płazy te nawołują, usadowiwszy się wysoko, np. na drzewach i rynnach. Podczas sezonu rozrodczego schodzą niżej, aczkolwiek nie na powierzchnię gruntu. Ich nawoływania mają miejsce w pobliżu zbiornika wody stojącej, stałego lub okresowego. Jak wiele innych płazów bezogonowych, australorzekotki szmaragdowe wydają odgłosy nie tylko w celu przyciągnięcia partnera. Często zdradzają w ten sposób swe miejsce poza sezonem rozrodczym, zwykle po deszczu. Badacze nie potrafią jeszcze wyjaśnić przyczyn takiego zachowania. Rzekotkowate te wydają też specjalne dźwięki w sytuacji zagrożenia, np. w obliczu spotkania z drapieżnikiem.
Sezon rozrodczy trwa od listopada do lutego. Okres ten przypada na porę deszczową. Samica wybiera zbiornik wody stojącej. Składa w nim na powierzchni od 200 do 2000 jaj zgrupowanych w okrągłe grona po 150–300 sztuk. Pozostają tam nie dłużej niż dobę, tonąc po zapłodnieniu. Larwy wylęgają się już po 1–3 dniach. Ich rozwój trwa około 6 tygodni, ale w sprzyjających warunkach przeobrażenie może nastąpić już po 2–3 tygodniach. Dorosłość australorzekotki szmaragdowe osiągają po 2 latach życia.
Dieta tego gatunku składa się głównie z owadów i pająków, ale obejmuje też nieraz małe bezogonowe i inne niewielkie zwierzęta, okazjonalnie małe ptaki, gryzonie, nietoperze. Zęby australorzekotki nie są przystosowane do siekania zdobyczy, i dlatego jej wielkość ograniczona jest pojemnością jamy gębowej. Wiele żab wysuwa w kierunku ofiary swój długi, klejący się język. Zdobycz przylega do niego, po czym ulega konsumpcji. Australorzekotka szmaragdowa używa tej techniki w przypadku mniejszych ofiar. Polując na większą, skacze na nią i, używając siły przednich łap, umieszcza ją w swym pysku. W utrzymaniu ofiary pomaga sobie językiem i zębami lemieszowymi. Zwykle połyka ofiarę w całości, razem z suchymi resztkami traw i cząstkami gleby. Stanowią one pokarm saprofitycznych grzybów. Zarówno resztki, jak i grzyby znaleziono w kale. Dodatkowo ofiary tych płazów są nosicielami grzybów z rodzaju Paecilomyces, które potrafią przetrwać w układzie pokarmowym australorzekotki.
Australorzekotka szmaragdowa posiada kilku naturalnych wrogów. Żywią się nią węże oraz kilka gatunków jaszczurek i ptaków. Osadnictwo europejskie w Australii wprowadziło kilka nowych drapieżników, jak psy i koty. Pasożytują na niej gatunki Batrachomya mertensi (muchówka), Lankasterella hylae (wewnątrzerytrocytarne apikompleksy z rodziny Lankesterellidae znalezione u 12 z 13 przebadanych osobników) i rodzaj Haemogregarina (apikompleks z rodziny Haemogregarinidae). W niewoli gatunek dożywa średnio szesnastu lat, aczkolwiek istnieją doniesienia o osobnikach żyjących ponad 20 lat (rekordowo 23). Jak na bezogonowego stanowi to bardzo długi okres. Życie na wolności trwa oczywiście krócej, na co wpływa choćby drapieżnictwo.

## Zwierzę domowe
Australorzekotka szmaragdowa należy do najpopularniejszych domowych płazów świata. Jej uległa natura, często karykaturalny wygląd i pokaźna długość życia czynią ją atrakcyjną dla amatorów egzotycznych zwierząt domowych. Poza tym należy ona do najłatwiejszych w utrzymaniu bezogonowych: cechują ją szeroka dieta i duża odporność na choroby. Często spotykanym problemem jest natomiast przekarmienie. Australorzekotka szmaragdowa ma tendencję do tycia, co ma miejsce zwłaszcza, jeśli dostaje za dużo pożywienia. Na wolności zużytkowuje ona energię podczas polowania. W niewoli zaś dostaje zwykle co prawda żywą zdobycz, ale na ograniczonej przestrzeni. Zmniejsza to wydatki energetyczne na polowanie, co skutkuje wzrostem masy ciała, a nieraz także chorobami układu pokarmowego. U otyłego przedstawiciela gatunku na czubku głowy i na grzbiecie gromadzi się warstwa tłuszczu, nadając zwierzęciu pękaty wygląd. Nawiązuje do tego kolejna nazwa w języku angielskim, Dumpy Tree Frog.

## Status i ochrona

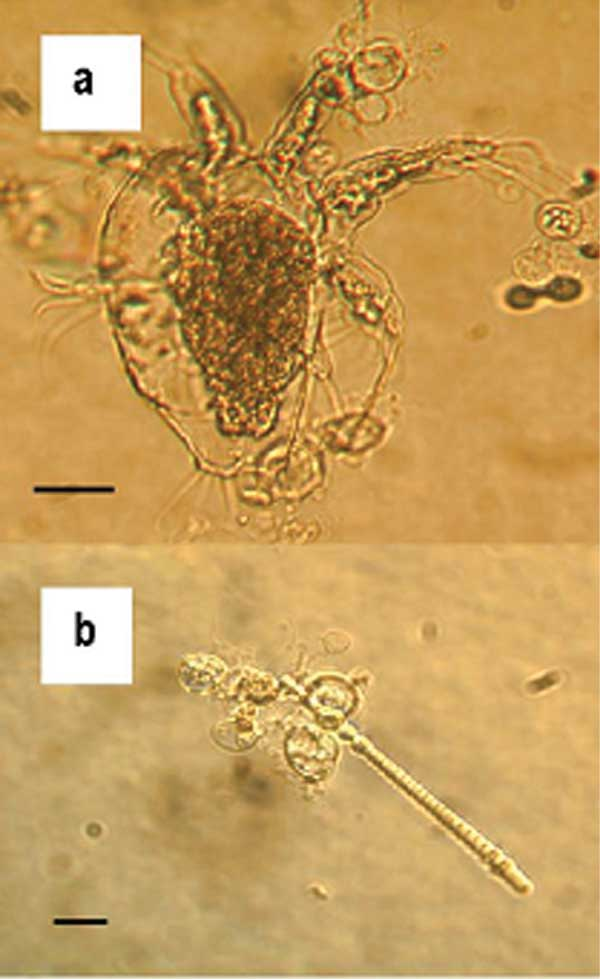
Batrachochytrium dendrobatidis, zoosporangia pasożytujące na innych organizmach (a – na wodnym stawonogu; b – na glonie)

Australijskie prawo nadaje gatunkowi status chronionego. Określa go — jak w przypadku innych zwierząt Australii — federalny Environment Protection and Biodiversity Conservation Act 1999. IUCN określa go jako „najmniejszej troski” (LC – least concern), a populację jako stabilną, uwzględniając szeroki zakres występowania gatunku, całkowitą liczebność, zrównoważone środowiska występowania. Jednakże większość siedlisk australorzekotki szmaragdowej zostało zniszczonych. Co więcej, panuje powodowana przez grzyba Batrachochytrium dendrobatidis infekcja chytridiomycosis, na którą chorują również przedstawiciele gatunku L. caerulea. Grzyb atakuje skórę. Dokładny mechanizm chorobotwórczego działania drobnoustroju nie został poznany. Sądzi się, że hamuje on przewodnictwo sodowe i chlorkowe za pomocą wydzielanych toksyn, umiemożliwiając naskórkową resorpcję sodu. W rezultacie spada osoczowe stężenie zarówno kationów sodu, jak i potasu. Na kilka godzin przed śmiercią następuje zatrzymanie akcji serca w mechanizmie asystolii, prawdopodobnie na skutek wyżej opisanych zaburzeń elektrolitowych, przy czym potasowi przypisuje się większą rolę. Udało się wydłużyć życie chorych zwierząt o ponad 20 godzin, uzupełniając elektrolity. Prowadzi się również doświadczenia z leczeniem zainfekowanych specjalnie w tym celu młodocianych australorzekotek szmaragdowych za pomocą chlorku benzalkonium i flukonazolu. Uzyskano w ten sposób wydłużenie życia zarażonych osobników, nie udało się jednak obniżyć stuprocentowej śmiertelności. W odchodach tych płazów znaleziono wiele innych gatunków mikroskopijnych nitkowatych grzybów:
- Absidia
- Acremonium
- Aspergillus − 3 gatunki
- Cladosporium
- Fusarium
- Geotrichum
- Memnoniella
- Paecilomyces
- Penicillium − 2 gatunki
- Rhodotorula
- Stilbella
- Syncephalastrum
- Trichosporon

Wydaje się jednak, że w przeciwieństwie do Batrachochytrium dendrobatidis organizmy są komensalami australorzekotki szmaragowej. Przedstawiciele rodzajów Candida, Rhodotorula i Trichosporon są jednakże oportunistycznymi patogenami ludzkimi. L. caerulea obwiniana jest o obecność wymienionych wyżej grzybów w zbiornikach wodnych wykorzystywanych przez człowieka. Dodatkowy argument za uniemożliwieniem jej dostępu do tych zbiorników stanowi duża zawartość pałeczki okrężnicy w jelitach rzekotek.
Wymienione powyżej dwa czynniki związane z ogólnym spadkiem liczebności bezogonowych w Australii (chytridiomycosis i utrata siedlisk) przyczynić się mogą do zubożenia populacji także w przypadku australorzekotki szmaragdowej. Jednak nie powodują spadku liczebności o tempie wystarczająco szybkim dla przyznania innego statusu. Należy też mieć na uwadze, że z powodu długiego życia osobnika skutki związane ze zmniejszoną zdolnością do rozmnażania potrzebują na ujawnienie się więcej czasu niż u zwierząt o krótszym życiu. Na razie IUCN określa populację jako stabilną.